# South East Pacific Area

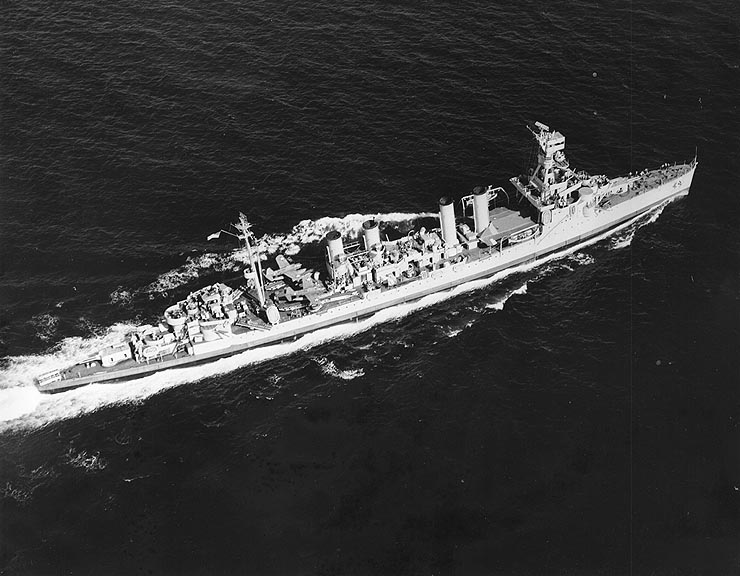
L' dans le golfe de Panama en mai 1943.

La South Est Pacific Area est le commandement militaire suprême des Alliés pour la zone du Pacifique Sud-Est et l'un des quatre commandements majeurs de la guerre du Pacifique créés par les chefs d'état-major combinés.

## Histoire
Le 24 mars 1942, les chefs d'état-major combinés nouvellement formés publient une directive désignant le théâtre du Pacifique comme zone de responsabilité stratégique américaine. Six jours plus tard, les chefs d'état-major interarmées (JCS) divisent le théâtre du Pacifique en trois zones : la Pacific Ocean Areas (POA), la South West Pacific Area (SWPA) et la Southeast Pacific Area.

La Southeast Pacific Force était une petite force opérationnelle de croiseurs et de destroyers basée à Balboa, au Panama, qui formait la principale force opérant dans la Southeast Pacific Area. Elle fut constituée par une directive du 28 août 1941 adressée à l'amiral Kimmel : 

« La Southeast Pacific Area constitue la force du Sud-Est du Pacifique et comprend deux croiseurs légers de 7 500 tonnes à déployer depuis la ville de Balboa. À la fin de leur mission, cette force fonctionnera directement sous la directive des Chef des Opérations navales après leur entrée dans la sous-zone du Pacifique Sud-Est comme défini dans le WPL 46 PAR. 3222 à la limite occidentale Est, longitude 100 Ouest. Au sein du secteur Pacifique de la frontière côtière navale du Panama et à l'intérieur de la zone du Pacifique Sud-Est, le commandement frontalier naval du Panama et le commandement de la Southeast Pacific Force travailleront en coopération et agiront sous la direction stratégique du chef des opérations navales.
Tâche suivante : détruire les raiders de surface qui attaquent ou menacent la flotte battant pavillon américain. »

Parmi les navires affectés à la Southeast Pacific Force se trouvaient les croiseurs légers USS Concord, USS Trenton, USS Detroit et les destroyers USS Warrington et USS McDougal.

## Commandants
La « chronologie officielle de l'US Navy pendant la Seconde Guerre mondiale » date la création de la Southeast Pacific Area au 8 décembre 1941.
- Contre-amiral Abel T. Bidwell : 8 décembre 1941 - 6 janvier 1942
- Contre-amiral John F. Shafroth : 6 janvier 1942-25 décembre 1942
- Contre-amiral Francis E. M. Whiting : 25 décembre 1942 - 12 octobre 1943
- Contre-amiral Harold C. Train : 12 octobre 1943 - 8 juin 1944
- Capitaine Ellis S. Stone (A) : 8 juin 1944-3 novembre 1944
- Contre-amiral Howard F. Kingman : 3 novembre 1944-9 juillet 1945
- Capitaine Schuyler Mills (A) : 9 juillet 1945-23 août 1945
- Contre-amiral John R. Beardall : 23 août 1945-2 septembre 1945